# Polyrhachis prometheus
Polyrhachis prometheus är en myrart som beskrevs av Santschi 1920. Polyrhachis prometheus ingår i släktet Polyrhachis och familjen myror. Inga underarter finns listade i Catalogue of Life.